# Amici Musicae
Amici Musicae es un coro amateur creado en 1989 en la escuela municipal de música de Zaragoza por quien fue su director hasta 2013, Andrés Ibiricu. El Auditorio de Zaragoza, de la mano de Miguel Ángel Tapia, ha sido la entidad que le ha dado estabilidad y proyección a nivel nacional e internacional, siendo desde los inicios del auditorio su coro residente. Desde septiembre de 2013 y hasta marzo de 2018 asumen la dirección del coro sénior Javier Garcés París y Elena Ruiz Ortega. Desde septiembre de 2018 su director es Igor Tantos Sevillano. Javier Garcés París ha sido el responsable del coro juvenil hasta 2019, y desde septiembre de ese año asume la dirección Vanesa García Simón. Isabel Solano Fernández dirige el Coro de Iniciación y el Coro Infantil desde sus orígenes. La labor de técnica vocal corre a cargo de Vanesa García Simón. Han sido sus pianistas repetidores Juan Carlos Segura Mariñoso y Sabina Erdozáin Alcober. Actualmente son sus pianistas repetidores son Javier Montañés Rocha y Oscar Carreras Molina, que colabora además como arreglista. 
A lo largo de más de treinta años, el coro ha interpretado la mayoría de las grandes obras del repertorio sinfónico-coral desde el barroco al siglo XX, de autores tan reconocidos como Bach, Vivaldi, Haydn, Mozart, Brahms, Beethoven, Fauré, Stravinsky, Mahler, Orff, etc. Ha participado también en producciones operísticas como La Flauta Mágica, La Bohème, Il Trovatore, La Traviata, Carmen Madame Butterfly o El Barbero de Sevilla.
Amici Musicae ha tenido la oportunidad de trabajar junto a orquestas y directores de reconocido prestigio nacional e internacional, como Sir Neville Marriner, Gianandrea Noseda, Miguel Ángel Gómez Martínez, Zubin Mehta, Marin Alsop, Valery Gergiev, Juan José Olives, Cristóbal Soler, Miquel Ortega, Juan Luis Martínez, Miquel Rodrigo, José Luis Temes, Hilari García, Ricardo Casero, etc. Ha colaborado con la Orquesta de Cadaqués, Orquesta Sinfónica de Hamburgo, Orquesta Filarmónica de Israel, Orquesta Sinfónica del Teatro Mariinsky de San Petersburgo, Orquesta de RTVE, Orquesta de Cámara del Auditorio de Zaragoza «Grupo Enigma», Orquesta de la Radio de Rumanía, Joven Orquesta Nacional de España, y colabora asiduamente con el resto de las formaciones residentes del Auditorio de Zaragoza.
El Coro desarrolla su actividad regular en el Auditorio de Zaragoza, habiendo actuado también en escenarios de gran relevancia como el Auditorio Nacional de Madrid, Palacio de la Música de Barcelona, Palacio de la Música de Valencia, Catedral de Saint-Étienne y Halle aux Grains de Toulouse, Accademia Santa Cecilia de Roma, iglesia de Nuestra Señora de los Dolores en Londres y el auditorio Calouste Gulbenkian de Lisboa. Así mismo, ha participado en el Festival Internacional de Teatro, Música y Danza de Pau, en el Festival de Torroella de Montgrí, en el Festival de Verano de San Lorenzo de El Escorial y también dentro de la temporada de conciertos de la Orquesta Sinfónica Fok de Praga.

## Actuaciones destacadas
- 14 de julio de 2024 Opera Carmen de Georges Bizet con la orquesta Reino de Aragón y la soprano Ainhoa Arteta. Auditorio de Zaragoza
- 3 de diciembre de 2023 El Mesías de G.F. Händel con Los Músicos de Su Alteza. Auditorio de Zaragoza.
- 16 de junio de 2023. Réquiem Alemán de Brahms. Orquesta Reino de Aragón. Auditorio de Zaragoza
- 4 de abril de 2022. La Pasión según San Mateo de J. S. Bach con Los Músicos de Su Alteza. Auditorio de Zaragoza
- 28 de marzo de 2021. Carmina Burana de Carl Orff. Orquesta Reino de Aragón. Auditorio de Zaragoza
- 1 de marzo de 2020. Cantata Alexander Nevsky de Prokófiev. Orquesta Filarmónica de la Universidad de Valencia. Auditorio de Zaragoza
- 17 de marzo de 2019. Magnificat de Rutter. Wind Orchestra Zaragoza. Auditorio de Zaragoza
- 21 de noviembre de 2018. Novena Sinfonía de Beethoven con la Orquesta de Cadaqués y dirección de Antoni Wit
- Diciembre de 2017. Réquiem de Mozart. Palacio de la Música (Barcelona). Fundación Calouste Gulbenkian de Lisboa; Auditorio Nacional (Madrid); Auditorio de Zaragoza. Orquesta de Cadaqués. Director, Gianandrea Noseda.
- 26 de febrero de 2016. Misa de la Coronación de Mozart con la Orquesta CSMA. Auditorio de Zaragoza.
- 15 de junio de 2015. Magnificat de Bach con el Grupo Enigma. Auditorio de Zaragoza.
- 4 de junio de 2012. Réquiem de Mozart. Orquesta de Cadaqués. Sir Neville Marriner, director.
- 10 de octubre de 2010. Concierto de Zarzuela. Praga.
- 11 de octubre de 2008. Concierto de Zarzuela. Our Lady of Dolours, Chelsea, Londres.
- 12 de junio de 2008. Ciclo de Música Clásica. Orquesta Filarmónica de Israel. Auditorio de Zaragoza. Director, Zubin Mehta.
- 29 de abril de 2007. Programa de Zarzuela. Sala Petrassi del Auditorio Palacio de la Música de Roma.

## Organigrama (2023)
- Presidente de la asociación: Francisco Ruiz Pérez
- Director del coro sinfónico: Igor Tantos Sevillano
- Director del coro juvenil: Vanesa García Simón
- Directora de los coros infantil y de voces blancas: Isabel Solano Fernández
- Responsables de técnica vocal: Vanesa García Simón e Igor Tantos Sevillano